# Voskehask
Voskehask (en arménien Ոսկեհասկ ; jusqu'en 1947 Musakan) est une communauté rurale du marz de Shirak en Arménie. En 2008, elle compte 2 754 habitants.